# Gibsoniothamnus versicolor
Gibsoniothamnus versicolor är en tvåhjärtbladig växtart som beskrevs av A. Gentry och K. Barringer. Gibsoniothamnus versicolor ingår i släktet Gibsoniothamnus och familjen Schlegeliaceae. Inga underarter finns listade i Catalogue of Life.